# Cangwu
Cangwu (chiń.: 苍梧县; pinyin: Cāngwú Xiàn) – powiat w południowych Chinach, w regionie autonomicznym Kuangsi, w prefekturze miejskiej Wuzhou. W 2000 roku liczył 646 855 mieszkańców.

## Historia
W 111 roku p.n.e. na terenie dzisiejszego powiatu założono powiat Guangxin (廣信縣), który wszedł w skład nowo powstałej komanderii Cangwu (蒼梧郡), utworzonej na terytorium podbitego przez Hanów państwa Nanyue. W 583 roku powiat Guangxin został przemianowany na Cangwu.